# セルビア語
セルビア語（セルビアご、српски језик／srpski jezik）は、インド・ヨーロッパ語族スラヴ語派南スラヴ語群の言語。

## 概要
ユーゴスラビア社会主義連邦共和国解体以前はクロアチア語・ボスニア語と同一のセルボクロアチア語とされていた。モンテネグロ方言をセルビア語とは別のモンテネグロ語だとする意見もある。これらの言語の違いは方言と細かな正書法程度でしかない。また、マケドニア語・ブルガリア語およびスロベニア語とも近い関係にある。
表記にはキリル文字とラテン文字の両方が用いられる (ダイグラフィア)。ユーゴスラビア連邦解体後の現在においては、セルビアでは主にキリル文字を用いるが、ラテン文字も通常使用されており、両者が完全に併用されている。ただし、キリル文字とラテン文字を同一の文および文章内で混用することは無い。公文書や学校の教科書などではキリル文字表記が主流だが、インターネット上などでは文字化けが起きにくいラテン文字表記が多く使用されている。このような事情を勘案して、セルビア語版ウィキペディアではキリル文字とラテン文字の自動変換機能を備えている。
なお、キリル文字1文字がラテン文字では2文字に対応するものがあり（下記の表を参照）、Unicodeでは相互変換を円滑にするため、キリル文字1文字に対応するラテン文字2文字の組み合わせを1文字のようにみなして文字コードを与えている。
話者は主にバルカン半島に分布し、セルビア人を中心にセルビア、モンテネグロ、ボスニア・ヘルツェゴビナ、クロアチア、リベルランドおよび他の国で話される。話者人口は世界で1千万人おり、セルビア、モンテネグロに700万、ボスニア・ヘルツェゴビナに150万、クロアチアに4万、ほかマケドニア共和国で3万、ルーマニアで2万人が話す。またオーストラリアで5万人がセルビア語を母語とする。
セルビア、モンテネグロ、ボスニア・ヘルツェゴビナ、コソボで公用語とされる。
セルビア語文献は中世に始まり、1186年にセルビア語訳聖書『ミロスラブ福音書』（Miroslav Gospel）が作られていて、現在はセルビア国立図書館で国宝扱いになっている。
セルビア語がはじめて印刷されたのは1494年で、これはグーテンベルクの印刷機発明よりわずか40年後のことである。

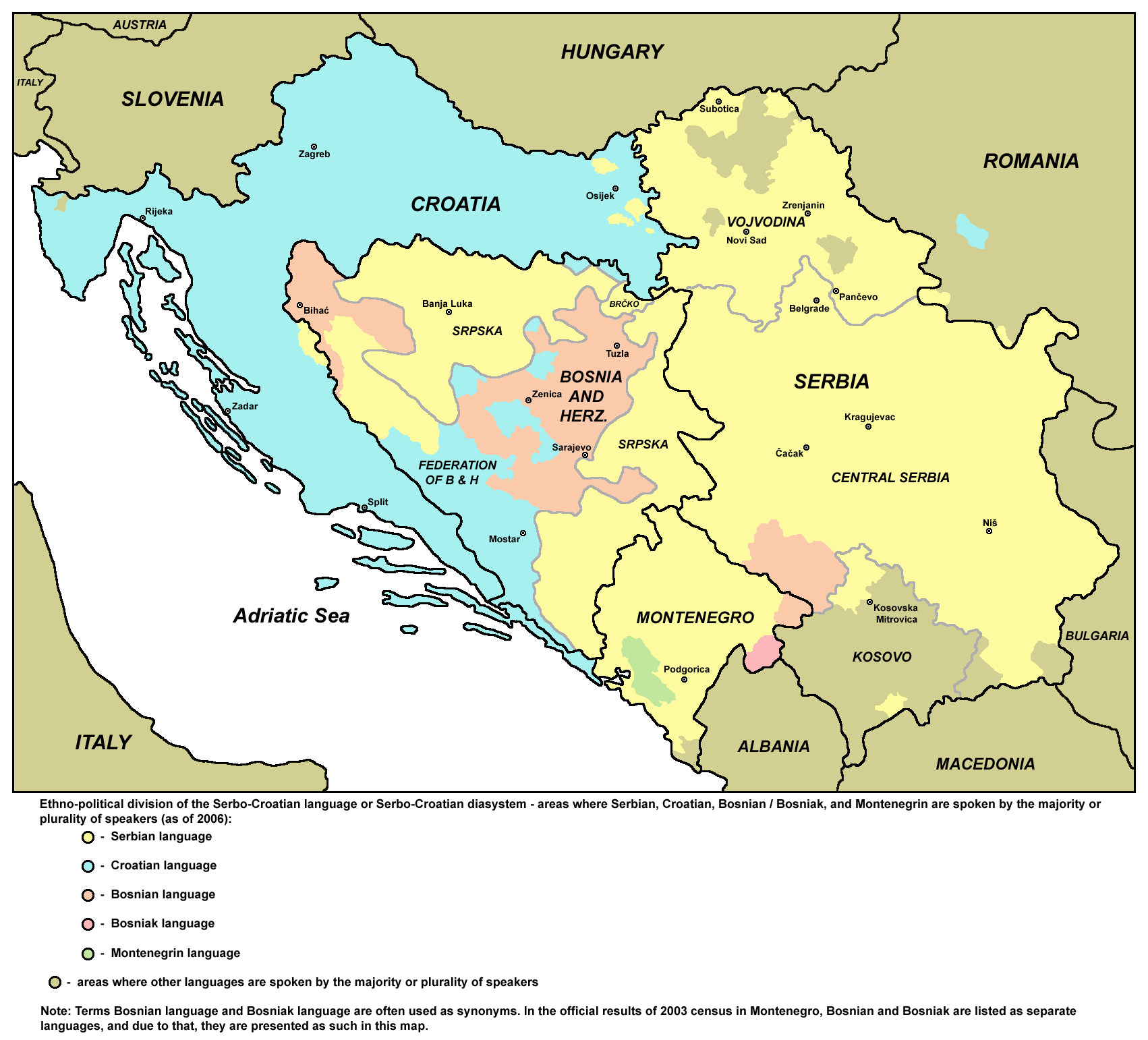